# Iarses
Iarses (yarsés) ou iarcins (yarsins) são um povo da África Ocidental que hoje vivem entre os mossis em Burquina Fasso. Converteram-se ao islamismo nos anos 1600, quando comerciantes mandingas professaram a nova fé entre os mossis e assentaram-se entre eles. Em 1780, o rei mossi estendeu a permissão formal para os iarses se assentarem por todo o reino. Com o tempo adotaram o mossi como sua principal língua, aculturam instituições mossis e casaram com eles, mas não converteram-se à religião tradicional deles. No século XIX, os iarses reivindicam‑se origens árabes, num momento no qual a sua supremacia comercial de dois séculos e a posição privilegiada que lhe valera um verdadeiro compromisso histórico passado com os mossis de Uagadugu aparentavam‑lhes comprometidos. Hoje, os iarses continuam a desempenhar uma função comercial, mas muitos também tornaram-se fazendeiros de milhete. Nos anos 90 sua população foi estimada em cerca de 190 000 indivíduos.